# UFC 228
UFC 228: Woodley vs. Till var en MMA-gala som arrangerades av Ultimate Fighting Championship och ägde rum 8 september 2018 i Dallas i USA. 

## Resultat
1. ↑  Titelmatch i weltervikt.